# Congiura al castello
Congiura al castello (Francis in the Haunted House) è il settimo ed ultimo film della saga di Francis, il mulo parlante, prodotto nel 1956 e diretto da Charles Lamont. In Italia, questo è il quinto ed ultimo film. Come le precedenti, la pellicola è in bianco e nero, e nel 2015 è stata distribuita in Italia una versione in DVD a cura della Golem Video.

## Trama
Il castello dei McLeod, una nobile famiglia scozzese, è stato trasferito mattone per mattone negli Stati Uniti. Da allora, il castello è la residenza di un fantasma e scenario di spaventosi delitti. Il Signor Prescott è invitato ad una festa, e mentre stava ballando con Lorna, viene chiamato al telefono da un certo "Francis", che lo stava aspettando di fuori. Francis si rivela essere un mulo parlante.
Dopo l'ennesimo omicidio al castello, il mistero di tale evento viene svelato da David Prescott, nipote di un contadino, con l'aiuto del mulo Francis.